# 아산생명과학연구원
아산생명과학연구원은 서울 송파구의 서울아산병원 부지 내에 위치한 생명과학 연구소이다. 서울아산병원, 울산대학교 의과대학과의 협조체제로 운영되며, 임상의학과 기초의학 및 관련 학문분야의 첨단연구를 하고있다. 2007년까지 1,374개의 연구과제를 위해 172억원의 연구비용을 지출하였다.

## 조직
- 국가지정과제연구실
- 분자세포연구실
- 유전체연구실
- 면역이식연구실
- 자기공명연구실
- 실험동물연구실